# リチャード・レイン (俳優)
リチャード・レイン（Richard Lane 1899年5月28日 – 1982年9月5日）、通称ディック・レーン（Dick Lane）はアメリカ合衆国のテレビアナウンサー、俳優。主にロサンゼルスのGrand Olympic AuditoriumからのKTLAのレスリングとローラーダービーショーの放送に携わる。

## 生涯

### 初期の活動
1899年ウィスコンシン州ライスレイクの農場を営む家庭に生まれる。若い頃には、詩を暗唱し、歌や踊りを演じる才能を高めた。10代の頃までに、彼は「鉄のあご」という演目をしてヨーロッパを巡業するサーカスに参加、オーストラリアツアーをするバンドでドラマーとして勤務。ヴォードヴィルの衰退の後、彼は映画の中で多数の仕事を得て、その時Boston Blackieをメインにしたいくつかの作品でFarraday警部役で最も有名だった。
第二次世界大戦中、彼はG.Iたちの前でUSO劇団のMCとして出演。
カリフォルニアのガーディーナのアスコット・パークで、ジャロピー・ダービーとデストラクション・ダービーをのアナウンスもした。

### KTLA時代
パラマウント映画の仕事によってKTLAで仕事を得ることができスタジオに所属。1947年に民間放送が開始されるとニュース・プレゼンターとしての仕事を開始。彼の経歴の初期のハイライトのうちの1つは、テレビニュース放送によって最初の核爆発を報道したことである。
KTLAが1946年にOlympic Auditoriumからレスリングの試合を放送することになると、実況中継として雇われる。1951年にローラーダービー、1960年代にローラーゲームのアナウンスを開始。彼の実況はレスラーのゴージャス・ジョージ、ミスター・モト、ドクター・グレイブルのようなキャラクターを中心としていた。悪いことがリングや競技場で起こった時、大衆の意見に関係なく感嘆の表現を作った元ABCスポーツ・アナウンサーのキース・ジャクソンとは一線を画していた。彼はKTLAの『Spade Cooley show』の「革のズボン」というキャラクターでもあった。

### 晩年
彼が1972年に完全にテレビを引退した後、仕事のオファーのほとんどを承諾しなかったが、ラクエル・ウェルチの映画『カンサス・シティの爆弾娘』で重要なカメオ出演をした。1982年9月5日、カリフォルニア州ニューポートビーチで死去。1996年、Wrestling Observer Newsletter Hall of Fameに殿堂入り。

## 主な出演映画
| - Flight From Glory (1937年) - Should Wives Work? (1937年) - Radio City Revels (1938年) - I'm from the City (1938年) - Mr. Doodle Kicks Off (1938年) - Charlie Chan in Honolulu (1938年) - 大平原 Union Pacific (1939年) - 顔役 Brother Orchid (1940年) - ブーム・タウン Boom Town (1940年) - Sunny (1941年) - Time Out for Rhythm (1941年) - Hellzapoppin' (1941年) - 凸凹カウボーイの巻 Ride 'Em Cowboy (1942年) - トリポリ魂 海兵隊よ永遠なれ To the Shores of Tripoli (1942年) - A-Haunting We Will Go (1942年) - アラビアン・ナイト Arabian Nights (1942年) - 空軍/エア・フォース Air Force (1943年) - It Ain't Hay (1943年) - 駆潜艇K-225 Corvette K-225 (1943年) - Crazy House (1943年) | - The Chance of a Lifetime (1943年) - Gung Ho! (1943年) - Mr. Winkle Goes to War (1944年) - Here Come the Co-Eds (1945年) - 極楽闘牛士 The Bullfighters (1945年) - Pardon My Terror (1946年) - Sioux City Sue (1946年) - Devil Ship (1947年) - ベーブ・ルース物語 The Babe Ruth Story (1948年) - He's in Again (1949年) - 私を野球につれてって Take Me Out to the Ball Game (1949年) - 猿人ジョー・ヤング Mighty Joe Young (1949年) - That Midnight Kiss (1949年) - 大車輪 The Big Wheel (1949年) - ジャッキー・ロビンソン物語 The Jackie Robinson Story (1950年) - I Can Get It for You Wholesale (1951年) - 底抜け宇宙旅行 Visit to a Small Planet (1960年) - 殺人者たち The Killers (1964年) - ボクいかれたヨ! Dear Brigitte (1965年) - The Shaggy D.A. (1976年) - ワン・アンド・オンリー The One and Only (1978年) |